# Свято-Іоанно-Бословський храм (Тернівка)
Свято-Іоанно-Бословський храм — храм Павлоградського благочиння Дніпропетровської єпархії УПЦ, що розташоване у місті Тернівка Дніпропетровської області.
Адреса храму: Дніпропетровська область, місто Тернівка, вулиця Ігоря Петрова, 12.

## Історія
У 1782 році в слободі Тернівка Павлоградського повіту було освячено перший в Тернівці дерев'яний храм на честь Апостола Любові — святого євангеліста Іоанна Богослова.
У 1930-х роках храм було закрито, а пізніше вщент зруйновано. Сторожка храму проіснувала до 1970-х років, в ній розміщувався пологовий будинок. В даний час на місці храму побудовані житлові будинки.
4 червня 1994 було закладено камінь у фундамент майбутнього храму. 9 жовтня 1995 року служили вже в будиночку, що звели під хрестинну. Свято-Іоанно-Богословський храм в Тернівці було урочисто освячено 9 жовтня 2003 року.

## Робота храму
У храмі служать два священики:
- протоієрей Іоанн Мороз,
- ієрей Артемій Лазурний.

З 1998 року при храмі працює:
- дитяча недільна школа,
- недільна школа для дорослих прихожан,
- бібліотека.

Головні святині храму:
- частинки мощей святих Київ-Печерських отців,
- частинки мощей Оптинських старців,
- частинки мощей святого великомученика Георгія Перемогонісця,
- частинки мощей преподобного Лаврентія Чернігівського,
- частинки мощей святителя Феодосія Чернігівського.